# Шиловское водохранилище
Ши́ловское водохранилище (Шиловский пруд) — водохранилище в окрестностях города Берёзовского Свердловской области, на реке Шиловке, правом притоке Пышмы. Плотина расположена в одном километре выше устья Шиловки.

## Описание
Водоём расположен в черте города Берёзовского. Высота уреза воды 235,2 метра над уровнем моря. Берега покрыты лесом, преимущественно сосновым, верховья застроены — там находится посёлок Шиловка, входящий в состав города. На берегах расположены также детские летние лагеря.
Водоём образован двумя дамбами и состоит из двух частей. Верхняя (южная) часть заполнена в конце 1950-х годов, нижняя, возле устья, в 1970-х.
Длина водоёма — 2,3 километра, средняя ширина — 150 метров, наибольшая ширина — 350 метров, протяжённость береговой линии — 6,1 километра. Дно преимущественно илистое. Имеется три острова.
Площадь водоёма — 0,25 км², по другим данным — 0,415 км².
Пруд с окружающими лесами с 1983 года является памятником природы, площадь охраняемой  территории 150 га.

## Данные водного реестра
По данным государственного водного реестра России, Шиловское водохранилище относится к Иртышскому бассейновому округу, речному бассейну Иртыша, речному подбассейну Тобола. Водохозяйственный участок — Пышма от истока до Белоярского гидроузла. Код водного объекта: 14010502021499000000030.